# 바깥엉덩동맥
바깥엉덩동맥(external iliac artery), 또는 외장골동맥(外腸骨動脈)은 골반에서 온엉덩동맥이 엉치엉덩관절 앞에서 갈라지며 시작되는 두 개의 주요 동맥 중 하나이다.

## 구조
바깥엉덩동맥은 온엉덩동맥의 분기점에서 시작하여 큰허리근의 안쪽 경계를 따라 앞아래쪽으로 주행한다. 이후에는 고샅인대 뒤아래쪽으로 골반을 빠져 나온다. 고샅인대를 통과하는 지점은 두덩뼈결절에 고샅인대가 닿는 지점에서 가쪽으로 약 3분의 1 정도 떨어진 지점이다. 이때부터 바깥엉덩동맥은 넙다리동맥이라고 부른다.

### 가지
| 가지               | 설명                                                                                                 |
| ------------------ | --- |
| 아래배벽동맥       | 위쪽으로 주행하여 속가슴동맥의 가지인 위배벽동맥과 문합한다.                                         |
| 깊은엉덩휘돌이동맥 | 볼기뼈의 엉덩뼈능선을 따라 가쪽으로 주행한다.                                                        |
| 넙다리동맥         | 바깥엉덩동맥의 말단가지로, 바깥엉덩동맥이 고샅인대 뒤쪽을 지나갈 때 그 이름이 넙다리동맥으로 바뀐다. |

## 기능
바깥엉덩동맥은 다리에 혈액을 공급하는 주요 동맥으로, 골반의 가장자리를 따라 내려가면서 아래배벽동맥과 깊은엉덩휘돌이동맥이라는 두 개의 큰 가지를 낸다. 이 혈관들은 배벽 아래쪽의 근육들과 피부에 혈액을 공급한다. 바깥엉덩동맥은 배 아래쪽의 고샅인대 아래를 지나면서 넙다리동맥이 된다.

## 임상적 중요성
바깥엉덩동맥은 일반적으로 콩팥 이식 수혜자에게 콩팥동맥을 붙이는 데 사용되는 동맥이다.

## 추가 이미지

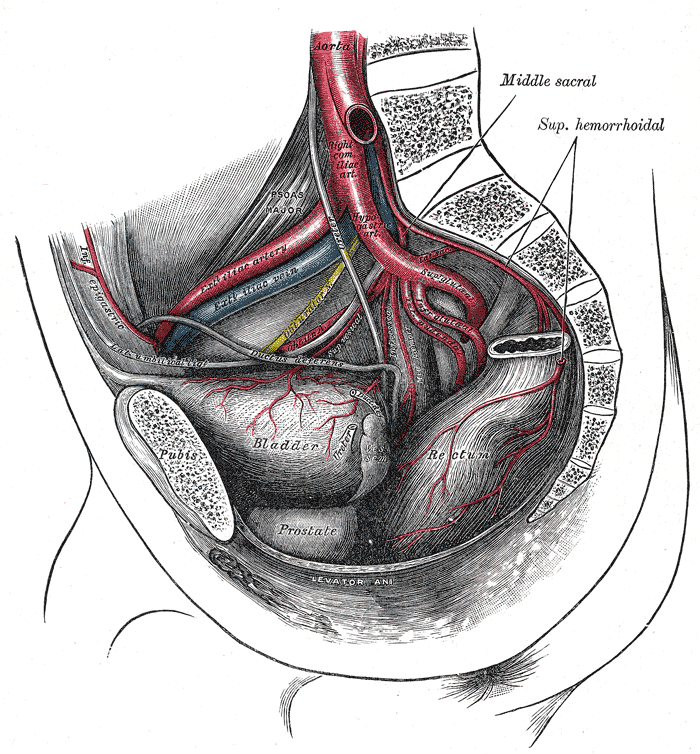
대동맥과 오른쪽 온엉덩동맥의 분기점을 그린 골반의 측면 그림. 바깥엉덩동맥은 좌측 상단의 동맥으로, 상단의 온엉덩동맥에서 갈라져 나오고 있다.
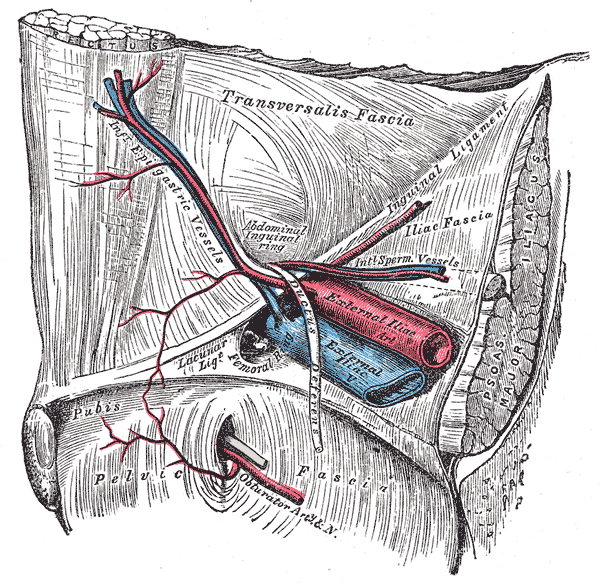
배 안에서 본 넙다리관구멍과 샅굴구멍의 위치 관계. 오른쪽 다리. 바깥엉덩동맥은 중앙에 있는 큰 동맥이며, 고샅인대는 우측 상단에서 좌측 하단으로 이어져 있다. 바깥엉덩동맥이 고샅인대를 가로지르면 넙다리동맥이 된다.
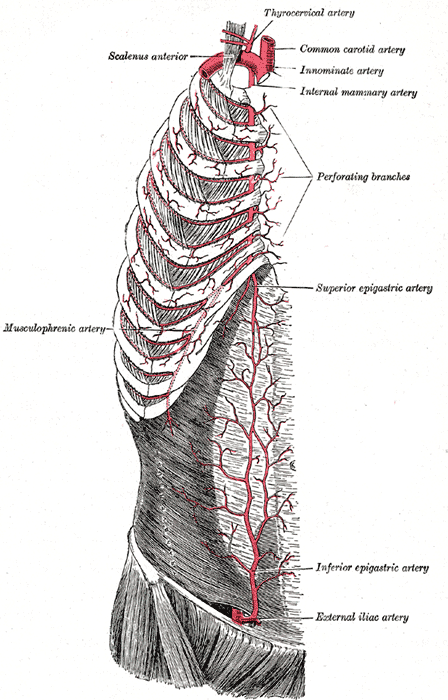
속가슴동맥과 그 가지.
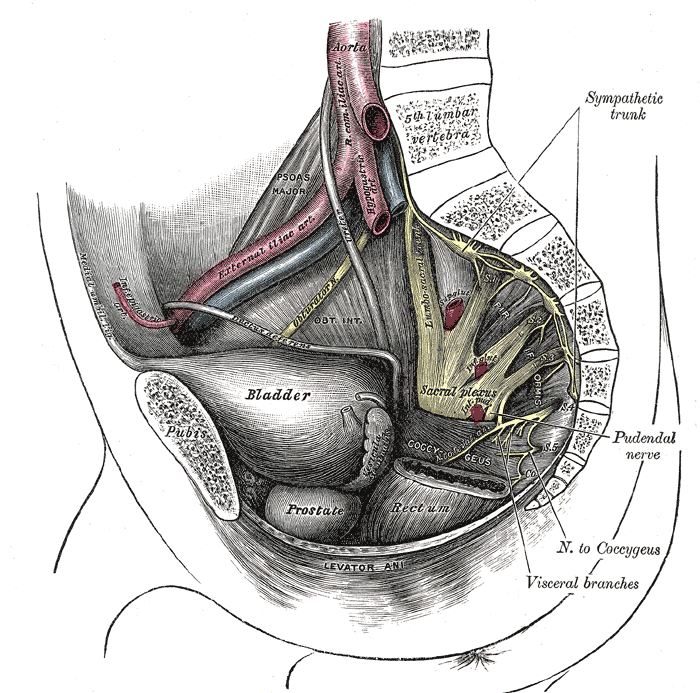
엉치신경얼기와 음부신경얼기를 보여주는 골반 가쪽벽의 해부.
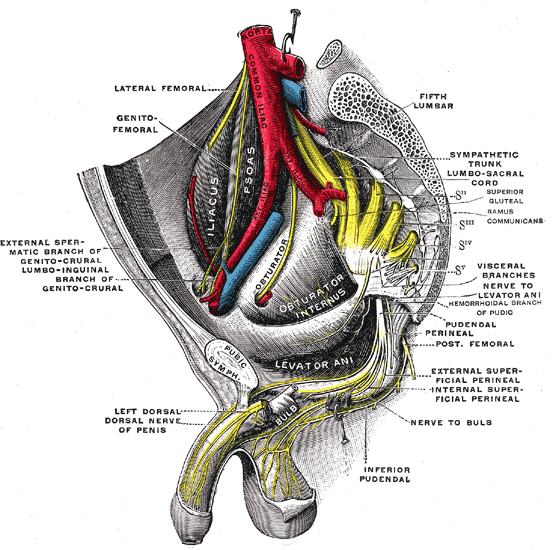
오른쪽의 엉치신경얼기.
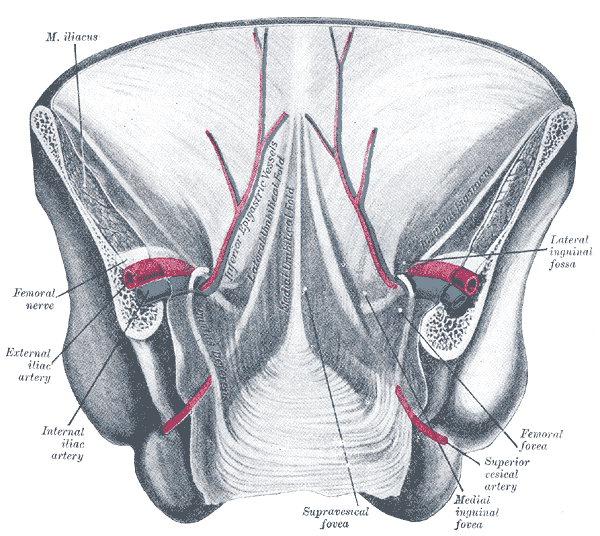
아래쪽 절반에 있는 앞배벽의 뒷면 모습.
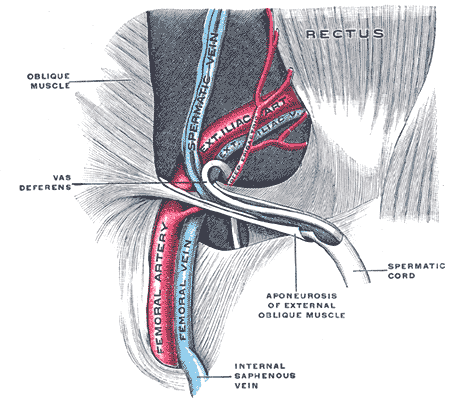
샅굴을 지나가는 정삭. 바깥엉덩동맥은 고샅인대 위쪽에 있다.
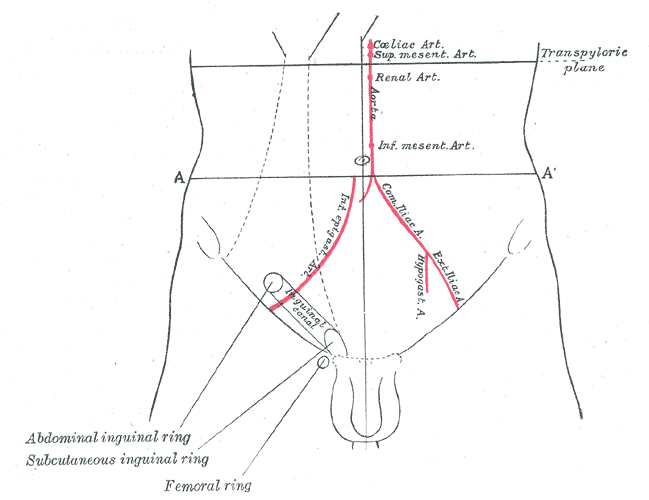
동맥과 샅굴이 표면에 표시된 배 앞면의 그림.
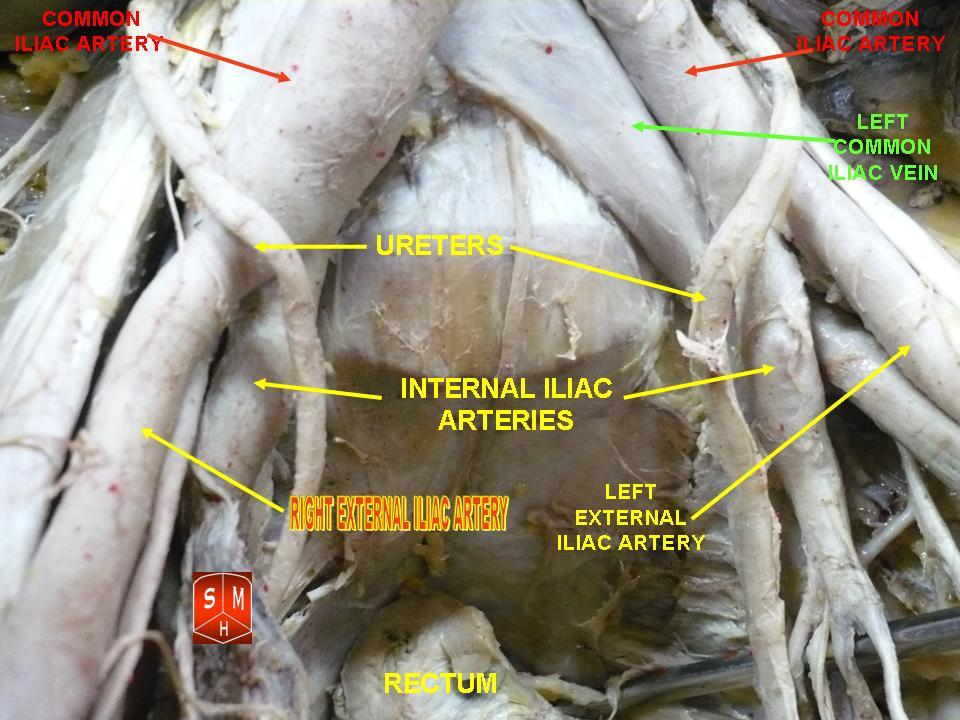
바깥엉덩동맥.
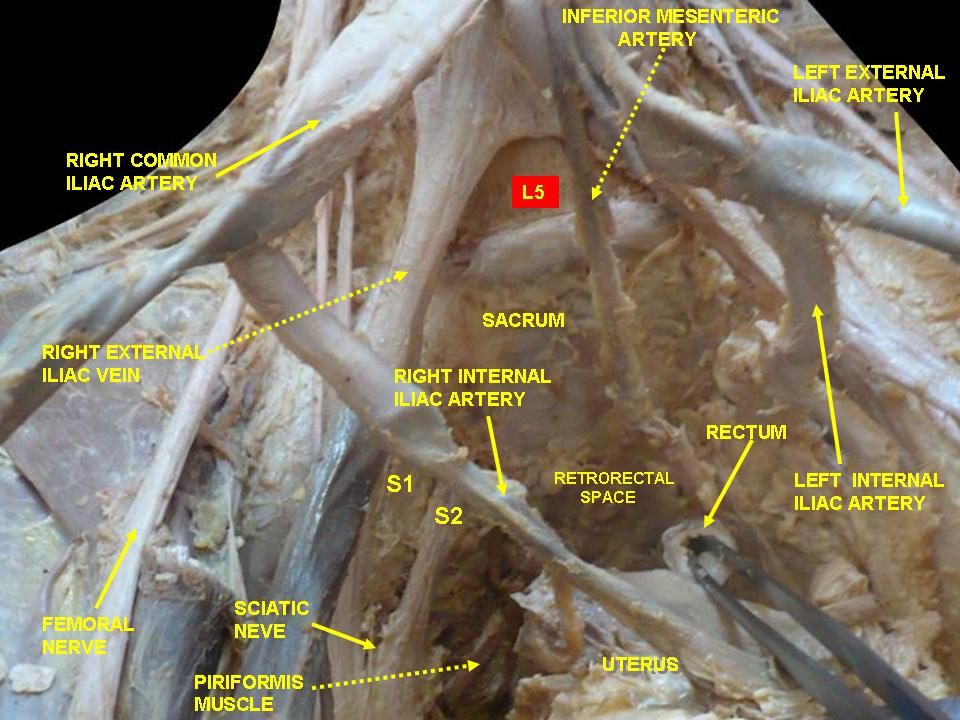
허리신경얼기와 엉치신경얼기의 깊은 곳 해부. 앞에서 본 사진.
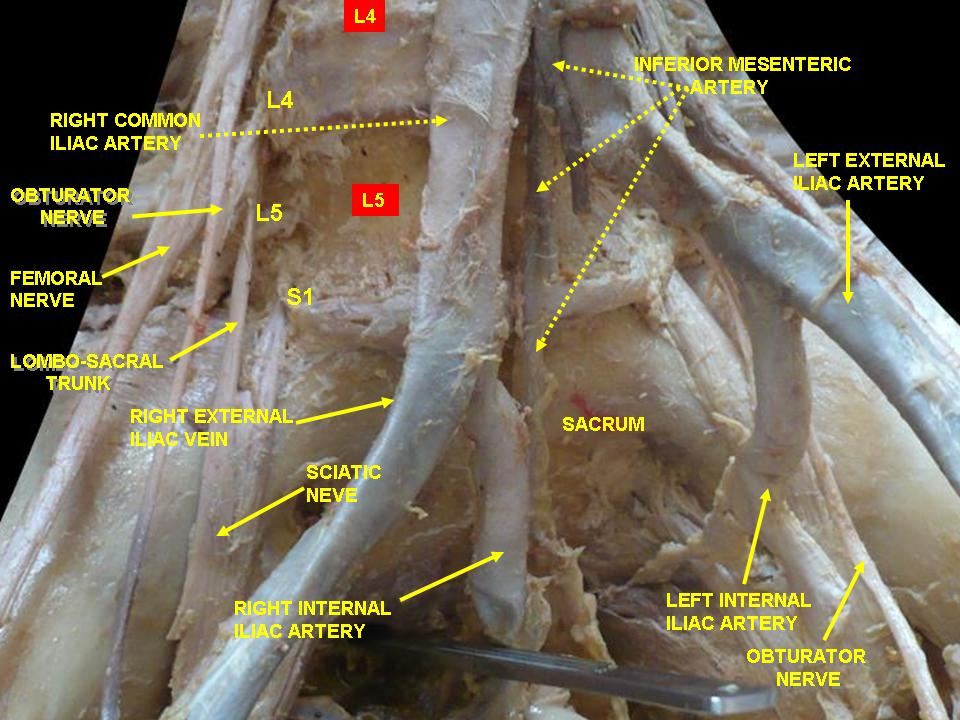
허리신경얼기와 엉치신경얼기의 깊은 곳 해부. 앞에서 본 사진.

## 같이 보기
- 속엉덩동맥
- 온엉덩동맥